# ХИП-Петрохемија
ХИП-Петрохемија, или кратко Петрохемија, је српско петрохемијско предузеће са седиштем у Панчеву. У већинском је власништву Нафтне индустрије Србије. Поседује грађевинске комплексе који се налазе у Панчеву, Елемиру и Црепаји.

## Погони-Фабрике
Петрохемија − Панчево окупља девет базних погона.
- Фабрика Етилен − главни производ су гасно течни производи етилен, пропилен и етилендихлорид (EDC)
- Фабрика ПЕВГ − Полиетилен високе густине, пластика
- Фабрика ПЕНГ − Полиетилен ниске густине, пластика
- Фабрика ПВЦ − Поливинилхлорид за производњу ПВЦ цеви и фитинга (фабрика НИЈЕ оштећена током бомбардовања 1999. године), али не ради од бомбардовања.
- Фабрика VCM − фабрика за производњу винил хлорид мономера (сировина за Фабрику ПВЦ-а) фабрика је оштећена уништена током бомбардовања 1999. године), а докрајчена је 2000. године
- Фабрика Електролиза − Хлоралкална електролиза (фабрика делимично уништена током бомбардовања 1999. године)
- Фабрика ПЕ цеви и фитинга Петропласт-цеви за воду, гас и ПТТ(за оптичке каблове)
- Фабрика за производњу ПВЦ пластике у облику гранула у Црепаји. Панонијапласт.
- Фабрика ФСК (Производња синтетичког каучука)
- Фабрика Енергетика − Задужена је за Производњу и Дистрибуцију енергетских флуида:
- Фабрика за обраду вода − Третман и прерада индустријских отпадних вода

Петрохемија такође има велики број пратећих служби као што су Лабораторија и Технички центар за полимере (ЛТЦП), одржавање(електро, инструментално, машинско), магацинска служба, заштита на раду, физичка заштита...

## Историја
Погони су изграђени у периоду од 1971. до 1980. године, са тим што се за старт фабрике рачуна 1977. година, када је стартовао погон ”Етилен“−а (Пиролиза сировог бензина) као базни погон за остале погоне.

## Успон
У периоду од 1977. до 1989. Хип-Петрохемија је успела да из свог пословања исплати сва кредитна задужења из периода градње фабрика и да постане угледни привредни субјект. Њена извозна оријентација и одлични пословни резултати умногоме су доприносили развоју земље и добробити људи.
Ново државно руководство Србије, под вођством Слободана Милошевића је потпуно преокренуло ситуацију. Зависна од увоза, Петрохемија је због санкција које су Србији увеле Уједињене нације, морала до потпуно заустави производњу између  1992. и 1996. Иако није радила, Петрохемија је наставила да запошљава исти број људи, гомилајући дугове према држави и осталим предузећима, постајући најзадуженије предузеће у Србији. Очување производних фабрика је представљано од руководства као невероватан успех државног руководства.

## Катастрофа
У Панчеву је око 4:30 4. априла 1999. године са две ракете бомбардована рафинерија нафте, погођена РЈ Енергана. Погинула су 2 радника а 4 задобило тешке телесне повреде.
Током НАТО бомбардовања 1999. знатно је оштећена Фабрика VCM, и Електролизе, док су остале фабрике претрпеле мања оштећења. Иако оштећена, под НАТО бомбама и ракетама, Петрохемија није зауставила свој рад. Додељен јој је статус „предузеће од посебног значаја за земљу“ од стране власти СПС-ЈУЛ. То наводно указивање поштовања, на жалост, значило је да је Петрохемија је проглашена за фабрику која мора радити током бомбардовања, излажући опасности од уништења и хемијског удеса Панчево  Београд, као и запослене којима је било наређено да раде током НАТО бомбардовања.
Нова српска власт, устоличена после петооктобарских промена, доводи ново руководство у Петрохемију, оптерећену све већим дуговима. Петрохемија убрзо добија налог за потпуно рушење оштећене фабрике WCM, као и дела фабрике Електролизе.  Последица погубне власти  Слободана Милошевића, који је прво препустио Петрохемију санкцијама, а онда НАТО бомбама су следеће:
1. онемогућен је рад Петрохемијиној фабрици ПВЦ (која није била оштећена у бомбардовању)
2. уклоњена је и уништена једина пећ за еколошко (безбедно) спаљивање опасног отпада, коју је Србија икад имала
3. Петрохемија је и формално остала без 30% својих производних капацитета (имала их је само на папиру после бомбардовања).

## Пад
- 2004. године Хип-Петрохемија доспева под чврсто државно руковођење, губећи самосталност у креирању пословне политике предузећа. И даље има огромне дугове, који све више расту и оптерећују српску привреду. Знатан део својих овлашћења у управљању Хип-Петрохемија, држава преноси на своје предузеће НИС (Нафтна Индустрија Србије), главног повериоца. НИС спроводи своју кадровску политику у Петрохемији, обезбеђујући на тај начин пресудан утицај на креирање пословне политике у Петрохемији, са циљем присвајања позитивних резултата Петрохемијиног пословања, дајући јој за узврат своје негативне резултате. Захваљујући настојањима НИС-а, а уз благослов Владе, 2005. и 2006. године пословни добитак НИС-а у потпуности је био једнак пословном губитку Петрохемије. Петрохемија се наставља да прави дугове и да не плаћа рачуне.

Децембра 2008. (25.12.2008.) започиње медијска ликвидација Петрохемије. У медијима почиње организована сатанизација Петрохемије као предуслов и увертира њене физичке ликвидације. Као аргументи изношени су неистинити подаци: о висини плата радника, и задужењу предузећа. У јавности се перманентно стварала негативна слика о овом узорном колективу и највећем српском извознику. Медијска ликвидација је успешно завршена 24. јуна 2009. тако да је јавност са одобравањем ("Било је већ крајње време“, „Тако им и треба, нека виде како је нама") примила вест да је Хип-Петрохемија АД заустављена. Најава владајуће гарнитуре да ће између 500 и 900 радника бити проглашени за вишак и удаљени из предузећа, а да ће преосталима радницима у хемијској индустрији, плате бити дупло смањене, дефинише стратегију „нултог економског развоја“. Није се тражила алтернатива отпуштању. Са мањим бројем лошије плаћених људи не могу се очекивати значајни производни и пословни резултати, већ брже или спорије умирање ове фирме.
Систем негативне селекције довео је до тога да нова генерација није успела да сачува овај производни комплекс, који је претходна генерација створила, отплатила и предала јој на употребу. Треба признати да је иста та претходна генерације изабрала државно руководство које је током 1990-их све то уништило.

## Период реструктурирања
24. септембра 2009 један министар је присуствовао старту главног погона, Етилен, и најавио опоравак ХИП Петрохемија кроз инвестиције у наредном периоду. Држава је дала кредит за старт од 10 милиона евра. Главни испоручиоци основне сировине су снизили цене, Лукоил чак за 50%, док је Гаспром пристао на снижење цена и испоруке после стављања три погона ХИП Петрохемије под хипотеку (Трафо-станица, Енергетика и Отпадне воде).
Међутим од самог старта ствари се крећу веома траљаво. Снабдевање сировим бензином није нормализовано, тако да фабрика ради смањеним капацитетом, фабрика је и даље на ивици ликвидности, а тржиште је изгубљено током 3 месеца стајања у 2009 години. Инвестиције које су обећане још увек се не реализују, иако постоји велики потенцијал. Иначе некадашњи капацитет базног погона, Етилен, од 76 тона прераде сировог бензина на сат после бомбардовања није могуће достићи. Тренутно се ради са 40-55 тона, што је и даље недовољно за позитивно пословање. Да би фабрика била у плусу, неопходно је достићи барем 62-63 тоне на сат, и да остали погони раде пуном паром, а тржишта која су изгубљена буду повраћена.

## Производи
Основни производи панчевачке Петрохемије обезбеђују сировине за различите области индустрије − етилен, пропилен, C4 фракције, лож уље (из процеса прераде бензина), пиролитички бензин, метил-терцбутилетар и 1,3-бутадиен.